# Ligne Taga
La ligne Taga (多賀線, Taga-sen) est une ligne ferroviaire exploitée par la compagnie privée Ohmi Railway dans la préfecture de Shiga au Japon. Elle relie la gare de Takamiya à Hikone à la gare de Taga Taisha-mae à Taga.

## Histoire
La ligne ouvre en mars 1914.

## Caractéristiques

### Ligne
- Longueur : 2,5 km
- Ecartement : 1 067 mm
- Electrification : 1 500 Vcc
- Nombre de voies : Voie unique

### Liste des gares
La ligne comporte 3 gares.
| Numéro | Gare            | Nom japonais | Distance (km) | Correspondances                                  | Localisation |
| ------ | --------------- | ------------ | ------------- | ------------------------------------------------ | ------------ |
| OR07   | Takamiya        | 高宮         | 0             | Ohmi Railway : ligne principale (interconnexion) | Hikone       |
| OR08   | Screen          | スクリーン   | 0,8           |                                                  | Hikone       |
| OR09   | Taga Taisha-mae | 多賀大社前   | 2,5           |                                                  | Taga         |